# Acehnesi
Gli Acehnesi (talvolta scritto Achinese) sono un popolo originario della provincia di Aceh, in Indonesia. Aceh fa parte della punta settentrionale dell'isola di Sumatra ed è storicamente nota per la sua stoica resistenza contro le invasioni straniere, in particolare quella dei Paesi Bassi. La lingua acehnese appartiene al gruppo delle lingue aceh-chamic, un ceppo delle lingue maleo-polinesiache della famiglia delle lingue austronesiane.
La presenza di molti prestiti dal sanscrito nella lingua acehnese fa presupporre che in epoca antica nella regione di Aceh fosse prevalente la religione induista, tuttavia l'unica religione presente in Aceh è l'Islam, una delle maggiori fonti del nazionalismo degli acehnesi. Il numero stimato di acehnesi si aggira tra i 4,2 e i 4,4 milioni, di cui almeno 3,4 milioni sono residenti in Indonesia.
I tipici mestieri tradizionali per gli acehnesi erano agricoltura, metallurgia e tessitura. La società tradizionale acehnese, tipicamente matriarcale, è organizzata in comuni. Gli acehnesi vivono in villaggi chiamati gampôngs, a loro volta uniti a formare distretti conosciuti con il nome di mukim.
La regione di Aceh ha ottenuto importanza internazionale nel 2004, essendo stata l'area maggiormente colpita dal terremoto dell'Oceano Indiano e consecutivo tsunami, che ha causato 120.000 morti.

## Acehnesi all'estero
La storia di Aceh ha visto avvicendarsi diversi conflitti tra il suo popolo e potenze straniere o nazionali (l'invasione olandese dell'Indonesia e la legge marziale sotto il regime di Suharto) i quali, accompagnati dalla tragedia dello tsunami del 2004, hanno fatto sì che un gran numero di acehnesi lasciasse la propria patria per fuggire all'estero. Il maggior numero di acehnesi si trova nella confinante Malaysia, tuttavia si sono riscontrati molti residenti acehnesi anche nei paesi scandinavi. Altre nazioni dove i numeri di acehnesi sono discreti sono Singapore, Thailandia, Australia, Stati Uniti d'America e Canada.
Rappresentanti famosi come la defunta superstar malese P. Ramlee.

## Danze tradizionali

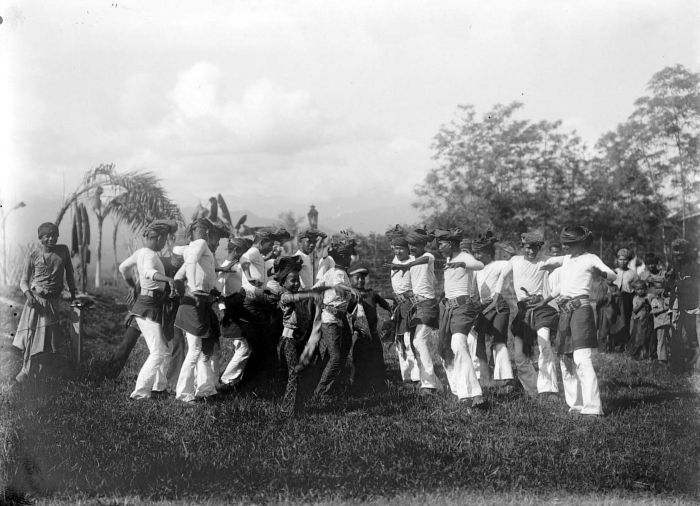
Danza Seudati messa in scena a Samalanga, Bireun, Aceh, 1907.

Le danze tradizionali acehnesi sono una via del governo per mantenere viva l'eredità culturale, religiosa e folklorica di Aceh. Solitamente le danze acehnesi sono rappresentate in gruppi di persone dello stesso sesso, sia da seduti che in piedi.
Dal punto di vista musicale, le danze possono essere divise in due tipi: il primo è accompagnato da canti e movimenti che generano percussioni da parte dei danzatori stessi, mentre il secondo è accompagnato da un'orchestra di strumenti musicali tradizionali a parte.
- Laweut
- Likok Pulo
- Pho
- Rabbani Wahed
- Ranup lam Puan
- Rapa'i Gèlèng
- Ratéb Meuseukat
- Ratoh Duek
- Seudati
- Saman
- Tari Sewah
- Tarek Pukat